# S-56 (1939)
S-56 (ros. С-56) – radziecki okręt podwodny z okresu II wojny światowej i powojennego, należący do typu S serii IX-bis. Za zasługi wojenne odznaczony Orderem Czerwonego Sztandaru i obdarzony mianem okrętu gwardyjskiego.
Jego budowę rozpoczęto w 1936 roku w Leningradzie, a zakończono w 1941 roku we Władywostoku. Na przełomie 1942 i 1943 roku, wraz z trzema innymi okrętami typu S, przepłynął przez Pacyfik i Kanał Panamski do Murmańska. Uczestniczył w działaniach wojennych w Arktyce, zatapiając dwa niemieckie statki i dwa okręty. W latach 50. powrócił do Władywostoku. Po wycofaniu z czynnej służby był używany jako jednostka pomocnicza, a od 1975 roku pełni funkcję pomnika i muzeum, jako jedyny zachowany okręt swojego typu.

## Budowa
W kwietniu 1933 roku przedstawiciele dowództwa marynarki wojennej ZSRR złożyli w niemieckim przedsiębiorstwie stoczniowym Deschimag zamówienie na projekt okrętu podwodnego, będącego rozwinięciem E-1 zbudowanego dla Hiszpanii na podstawie planów opracowanych przez biuro konstrukcyjne Ingenieurskantoor voor Scheepsbouw, z którym już wcześniej współpracowali radzieccy inżynierowie. Po rozpoczęciu w radzieckich stoczniach budowy trzech pierwszych jednostek według niemieckich planów i częściowo z niemieckim wyposażeniem, oznaczonych jako seria IX, dokonano modyfikacji projektu, uwzględniając w nim jak największą liczbę podzespołów produkcji krajowej, by uniknąć drogiego i niepewnego importu. Okręty te określono jako serię IX-bis, zewnętrznie różniły się od poprzedników między innymi brakiem osłony działa pokładowego.
Jednym z okrętów serii IX-bis był S-56, którego stępkę położono w stoczni nr 194 im. A. Marty w Leningradzie 24 listopada 1936 roku (numer stoczniowy 405). Następnie znajdujący się na pochylni kadłub został rozmontowany na sekcje i przewieziony koleją do stoczni nr 202 im. Woroszyłowa we Władywostoku (Dalzawod). Tam, po ponownym zmontowaniu został zwodowany 25 grudnia 1939 roku. Prace wykończeniowe trwały niemal dwa lata, zakończono je 20 października 1941 roku, a ostatniego dnia tegoż miesiąca okręt formalnie wszedł w skład Floty Oceanu Spokojnego, jako jednostka wydzielonego dywizjonu szkolnego okrętów podwodnych stacjonującego we Władywostoku. Dowódcą został mianowany kapitan III rangi (odpowiednik komandora podporucznika) Grigorij Szczedrin.

## Opis konstrukcji
Jak wszystkie jednostki serii IX-bis, S-56 był półtorakadłubowym okrętem podwodnym, o nitowanym w większości kadłubie naciskotrwałym i spawanym kadłubie lekkim. Przy długości całkowitej 77,7 m i szerokości maksymalnej 6,4 m, wyporność normalna nawodna wynosiła 837 ton, podwodna 1090 ton metrycznych, średnie zanurzenie w położeniu nawodnym 4 m. Na napęd dieselelektryczny składały się dwa czterosuwowe, ośmiocylindrowe silniki wysokoprężne typu 1D, wyprodukowanych w zakładach w Kołomnie, o mocy maksymalnej po 2000 KM każdy przy 470 obrotach na minutę, oraz dwa silniki elektryczne PG 72/35, produkcji leningradzkich zakładów Elektrosiła, o mocy po 550 KM przy 275 obrotach na minutę. Bateria akumulatorów liczyła 124 ogniwa w dwóch grupach. Prędkość maksymalna w położeniu nawodnym wynosiła 19,5 węzła, w zanurzeniu 8,7 węzła, ekonomiczna odpowiednio 10 oraz 2,9 węzła. Maksymalny zasięg pływania: nawodny 8200 mil morskich, podwodny 139 mil morskich. Autonomiczność określona była na 30 dób, maksymalny czas nieprzerwanego przebywania w zanurzeniu na 72 godziny. W okresie II wojny światowej załoga liczyła zwykle do 46 osób: ośmiu oficerów, 16 podoficerów i 22 marynarzy.
Główne uzbrojenie okrętu stanowiło sześć wyrzutni torpedowych kal. 533 mm: cztery dziobowe i dwie rufowe, z zapasem 12 torped (sześciu w wyrzutniach i sześciu zapasowych). Stosowane były torpedy różnych typów: między innymi 53-27, 53-38, 53-39 (parogazowe) oraz ET-80 (elektryczna). Strzał torpedowy był możliwy z głębokości do 15–17 metrów, a po powojennej modernizacji do 30 metrów. S-56 jako jedyny okręt swojego typu spośród służących we Flocie Północnej nie otrzymał przed zakończeniem II wojny światowej urządzeń umożliwiających zautomatyzowane strzelanie salwy torpedowej z wyrzutni dziobowych z interwałem czasowym. Uzbrojenie artyleryjskie stanowiły: działo B-24-PŁ kal. 100 mm, z zapasem 200 pocisków, na pokładzie przed kioskiem; półautomatyczna armata przeciwlotnicza 21-K kal. 45 mm, z zapasem 500 pocisków, w tylnej części kiosku, oraz dwa karabiny maszynowe.

## Przebieg służby
Włączenie do Floty Północnej
W chwili agresji niemieckiej na ZSRR we Flocie Północnej nie było ani jednego okrętu typu S. Dopiero we wrześniu 1941 roku wzmocniły ją dwa pierwsze, które przepłynęły z Bałtyku przez Kanał Białomorsko-Bałtycki. W 1942 roku, wobec strat poniesionych przez siły podwodne Floty Północnej, zapadła decyzja o przesunięciu ze składu Floty Oceanu Spokojnego do Floty Północnej czterech dalszych jednostek tego typu: S-51, S-54, S-55 i S-56, oraz dwóch należących do typu Ł (jedna z tych ostatnich została 11 października zatopiona przez japoński okręt podwodny). S-56 został wcześniej skierowany do stoczni na remont gwarancyjny. Rejs rozpoczął się 5 października 1942 roku we Władywostoku, a jego trasa wiodła przez Pacyfik i Kanał Panamski na Ocean Atlantycki. Tam trafił na dwa silne sztormy, a odniesione uszkodzenia spowodowały konieczność jego zadokowania w Rosyth. Po zakończeniu remontu skierował się w dalszą drogę i wpłynął do bazy Floty Północnej w Polarnym w pobliżu Murmańska 8 marca 1943 roku.
Pierwszy patrol bojowy
Włączony wraz z czterema siostrzanymi jednostkami do 5. dywizjonu okrętów podwodnych Brygady Okrętów Podwodnych Floty Północnej S-56, dowodzony przez kapitana Szczedrina, rozpoczął swój pierwszy patrol bojowy na wodach arktycznych 31 marca 1943 roku w rejon Tanafjordu. 6 kwietnia wysadził na norweskim brzegu grupę zwiadowców, a 10 kwietnia przeprowadził pierwszy atak torpedowy na wykryty niemiecki konwój przybrzeżny. Wystrzelone z dystansu 15 kabli torpedy zostały jednak wymanewrowane przez nieprzyjacielskie jednostki, a eskorta konwoju przeprowadziła równie nieskuteczny kontratak. Cztery dni później S-56 odnotował kolejny nieskuteczny atak na konwój: obie wystrzelone z odległości 12 kabli z rufowych wyrzutni torpedy chybiły celu, a następnie radziecki okręt uchylił się od kontrataku niemieckich ścigaczy okrętów podwodnych. Bliskie wybuchy bomb głębinowych bądź uderzenie w dno spowodowały jednak rozszczelnienie jednego ze zbiorników paliwa, które wyciekając pozostawiało wyraźny ślad na powierzchni morza, zdradzając pozycję jednostki. W związku z tym dowództwo odwołało S-56 z patrolu i nakazało powrót do bazy, do której dotarł 19 kwietnia.
Drugi patrol
Na swój drugi patrol w tym samym rejonie Szczedrin wypłynął 14 maja, dwa dni później przybywając na wyznaczoną pozycję. Rankiem 17 maja przeprowadził atak na wykryty konwój, płynący na wschód wzdłuż norweskiego brzegu. Z czterech torped, wystrzelonych „wachlarzem” z dziobowych wyrzutni z dystansu około 10 kabli, jedna trafiła zbiornikowiec „Eurostadt” (1118 BRT), przewożący produkty naftowe, które zapaliły się, powodując rychłe zatonięcie statku; druga wbiła się w burtę transportowca „Wartheland” (3678 BRT) nie eksplodując, zaś dwie kolejne eksplodowały przedwcześnie bądź chybiły. Niemieckie eskortowce przeprowadziły trwający około sześciu godzin kontratak, zrzucając bezskutecznie nie mniej niż 60 bomb głębinowych. Salwa wystrzelona przez S-56 17 maja 1943 roku okazała się być jedyną w dziejach radzieckiej floty podwodnej w II wojnie światowej, podczas której jednocześnie trafione zostały dwa cele (chociaż z powodu niesprawności torpedy, jeden z nich uniknął znaczniejszych uszkodzeń). Patrol zakończył się 29 maja.
Trzeci patrol
Trzeci patrol bojowy S-56 odbył się od 11 do 21 lipca 1943 roku w rejonie Przylądka Północnego. W nocy z 16 na 17 lipca Szczedrin wykrył zespół niemieckich okrętów minowych i przeprowadził skuteczny atak z niewielkiej odległości. Trafiony dwoma torpedami trałowiec M-346 zatonął wraz z 32 członkami załogi. Pozostałe dwie torpedy chybiły pomocniczy stawiacz min „Ostmark” (adaptowany zdobyczny, ex-francuski prom „Côte d'Argent”). Radziecki okręt oddalił się z miejsca ataku nie atakowany przez pozostałe jednostki przeciwnika. 19 lipca Szczedrin przeprowadził kolejny atak, wystrzeliwując w dwóch salwach cztery torpedy w kierunku wykrytego konwoju, kierując się w złych warunkach pogodowych wskazaniami szumonamierników. Pomimo tych trudności, jedna z torped trafiła w pomocniczy dozorowiec NKi-09 (uzbrojony trawler „Alane”), zatapiając go wraz z 21 marynarzami. 21 lipca okręt powrócił do bazy w Polarnym, unikając wpadnięcia w drodze na pływającą minę. Zatopienie w jednym rejsie bojowym dwóch nieprzyjacielskich okrętów, co było zdarzeniem unikalnym we Flocie Północnej, przyniosło Szczedrinowi odznaczenie Orderem Czerwonego Sztandaru, który wręczył mu osobiście wizytujący S-56 dowódca floty, wiceadmirał Arsenij Gołowko. Do końca roku okręt przechodził remont, w trakcie którego otrzymał między innymi nową stację hydrolokacyjną. 
Czwarty patrol

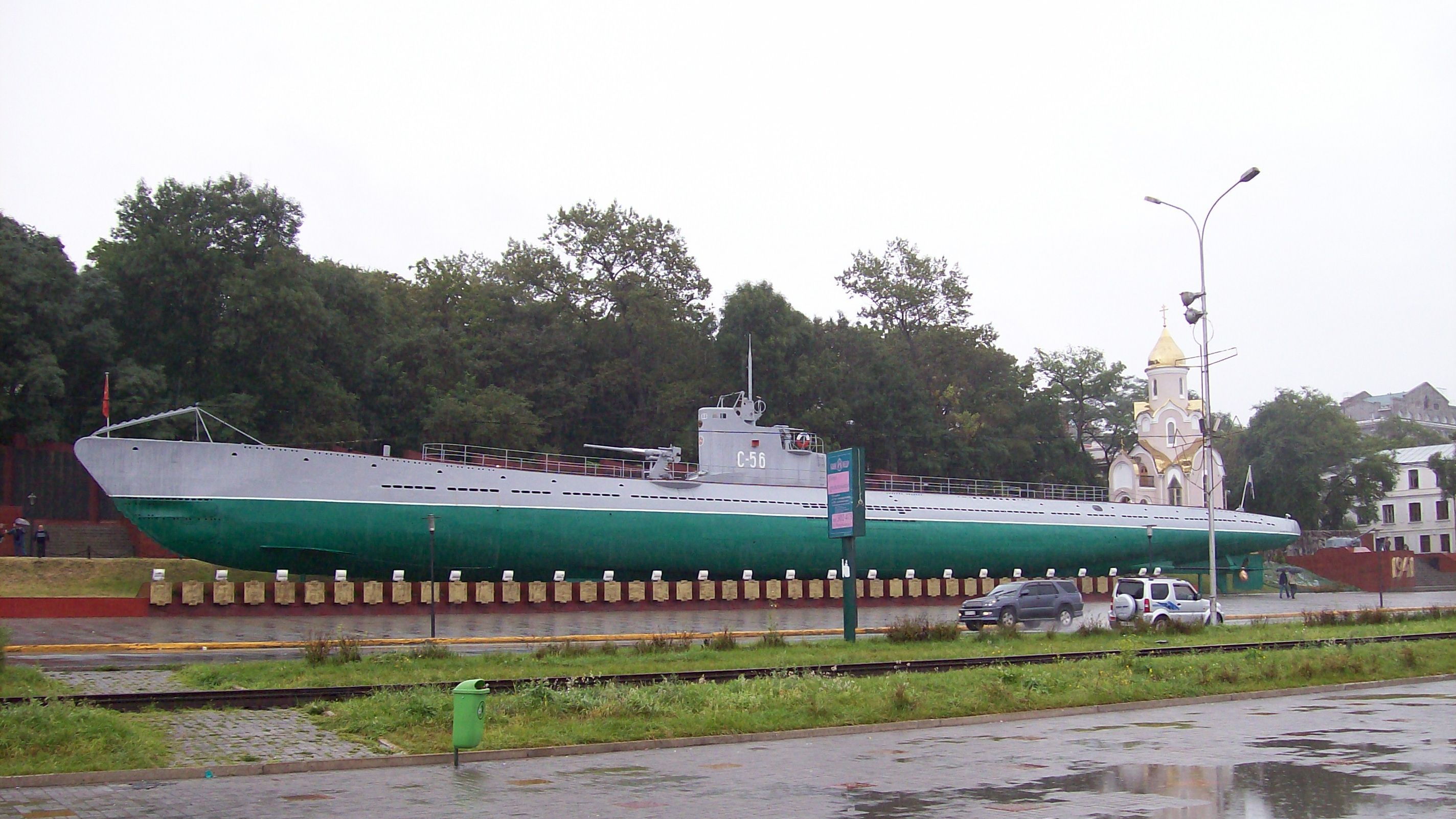
S-56 eksponowany we Władywostoku

Kolejny, czwarty rejs bojowy S-56 rozpoczął się 18 stycznia 1944 roku. 20 stycznia okręt przeprowadził nieudany atak na niemiecki konwój. Dwa dni później Szczedrin wykrył następny konwój, ale atak okazał się niemożliwy ze względu na sztormową pogodę. Po południu 28 stycznia S-56 wystrzelił dwie torpedy z dystansu 6 kabli w kierunku niemieckiego transportowca „Heinrich Schulte” (5056 BRT), płynącego pod balastem w konwoju kierującym się wzdłuż brzegu norweskiego na zachód. Okazały się celne i atakowany statek zatonął wraz z dwoma marynarzami. Patrol zakończył się 4 lutego, a 31 marca 1944 roku okręt został uhonorowany Orderem Czerwonego Sztandaru (ros. Ordien Krasnogo Znamieni), jako jedna z sześciu jednostek swojego typu.
Piąty patrol
Piąty patrol nowego „krasnoznamiennego” okrętu Floty Północnej rozpoczął się wieczorem 20 lutego 1944 roku. Po zajęciu wyznaczonej pozycji S-56 natrafił na silny sztorm, który spowodował nieznaczne, ale niemożliwe do usunięcia w morzu uszkodzenie lewej śruby napędowej. 26 lutego okręt znalazł się w pobliżu trasy alianckiego konwoju JW-57, płynącego do Murmańska i Szczedrin podjął decyzję o przeczekaniu w głębinie, by nie narażać się na omyłkowy atak jednostek eskorty. Dwa dni później zauważono w pobliżu niezidentyfikowany okręt podwodny, lecz dowódca S-56 zrezygnował z ataku, podejrzewając, że jest to okręt radziecki bądź sojuszniczy. 4 marca, w trakcie ładowania akumulatorów na powierzchni, S-56 natknął się nagle na silnie chroniony konwój przeciwnika. Po alarmowym zanurzeniu, znalazł się w środku nieprzyjacielskiego szyku. Aby nie narażać się na staranowanie przez płynące nad nim jednostki, Szczedrin postanowił przeprowadzić atak z wyrzutni rufowych bez użycia peryskopu, z głębokości 25 metrów, znacznie przekraczającej dopuszczalną maksymalną głębokość strzału torpedowego. W efekcie jedna z torped chybiła, a druga uwięzła w wyrzutni. Próba natychmiastowego usunięcia zaklinowanej torpedy przez zwiększenie ciśnienia powietrza w rufowym przedziale torpedowym spowodowała przegłębienie na dziób i niekontrolowane zanurzanie się okrętu. Dowódcy udało się opanować opadanie, zanim S-56 znalazł się poniżej głębokości zgniecenia, ale w trakcie wynurzania okręt wyskoczył na powierzchnię, w pobliżu poszukujących go niemieckich eskortowców. Kolejne alarmowe zanurzenie uchroniło go przed staranowaniem, lecz przez następne godziny ścigacze zrzuciły w rejonie przebywania zanurzonego S-56 około 170 bomb głębinowych. Bliskie eksplozje spowodowały szereg uszkodzeń na okręcie, w tym rozszczelnienie kadłuba lekkiego i zniszczenie większości przyrządów nawigacyjnych w kiosku. Powrót do bazy nastąpił 7 marca, a kapitan Szczedrin został wkrótce odznaczony Orderem Nachimowa II klasy.
Szósty patrol
W drugiej połowie miesiąca okręt został odstawiony na remont, a w trakcie próbnego rejsu w kwietniu uszkodzeniu uległ kompresor lewoburtowego zbiornika balastowego, co przedłużyło pobyt w stoczni do maja. 16 maja S-56 rozpoczął szósty rejs bojowy. Trwał on do 31 maja i przeszedł bez kontaktu z przeciwnikiem, był za to naznaczony złą pogodą w rejonie patrolowania i problemami technicznymi: uszkodzeniu uległ jeden z peryskopów, kłopoty sprawiały również zużyte akumulatory, a 30 maja zerwała się głowica jednego z cylindrów prawego diesla.
Siódmy patrol
Patrol rozpoczął się 11 czerwca, a następnego dnia okręt dotarł na pozycję wyczekiwania w rejonie przylądka Nordkinn. 15 czerwca Szczedrin wykrył niemiecki konwój, składający się z dziewięciu transportowców w silnej eskorcie. Zbliżywszy się na odległość 7 kabli, wystrzelił salwę czterech torped w kierunku słabo widocznych w gęstej mgle celów. Gdy po kilku minutach i usłyszeniu czterech eksplozji wznowił obserwację przez peryskop, stwierdził obecność na powierzchni tonącego rufą torpedowca i płynącego powoli, prawdopodobnie uszkodzonego statku. W rzeczywistości atak był nieudany, a torpedy najprawdopodobniej wybuchły po minięciu celów. W gęstej mgle Niemcy nie zarejestrowali tego zdarzenia i nie poszukiwali nieprzyjacielskiego okrętu podwodnego. Ten sam konwój był kilka godzin później atakowany, również nieskutecznie, przez inną radziecką jednostkę, M-200. 20 czerwca wystąpiła awaria lewego zaworu wydechowego silników wysokoprężnych, co zmusiło dowódcę do przyspieszenia powrotu do portu, gdzie S-56 dopłynął dwa dni później, po czym trafił do stoczni.

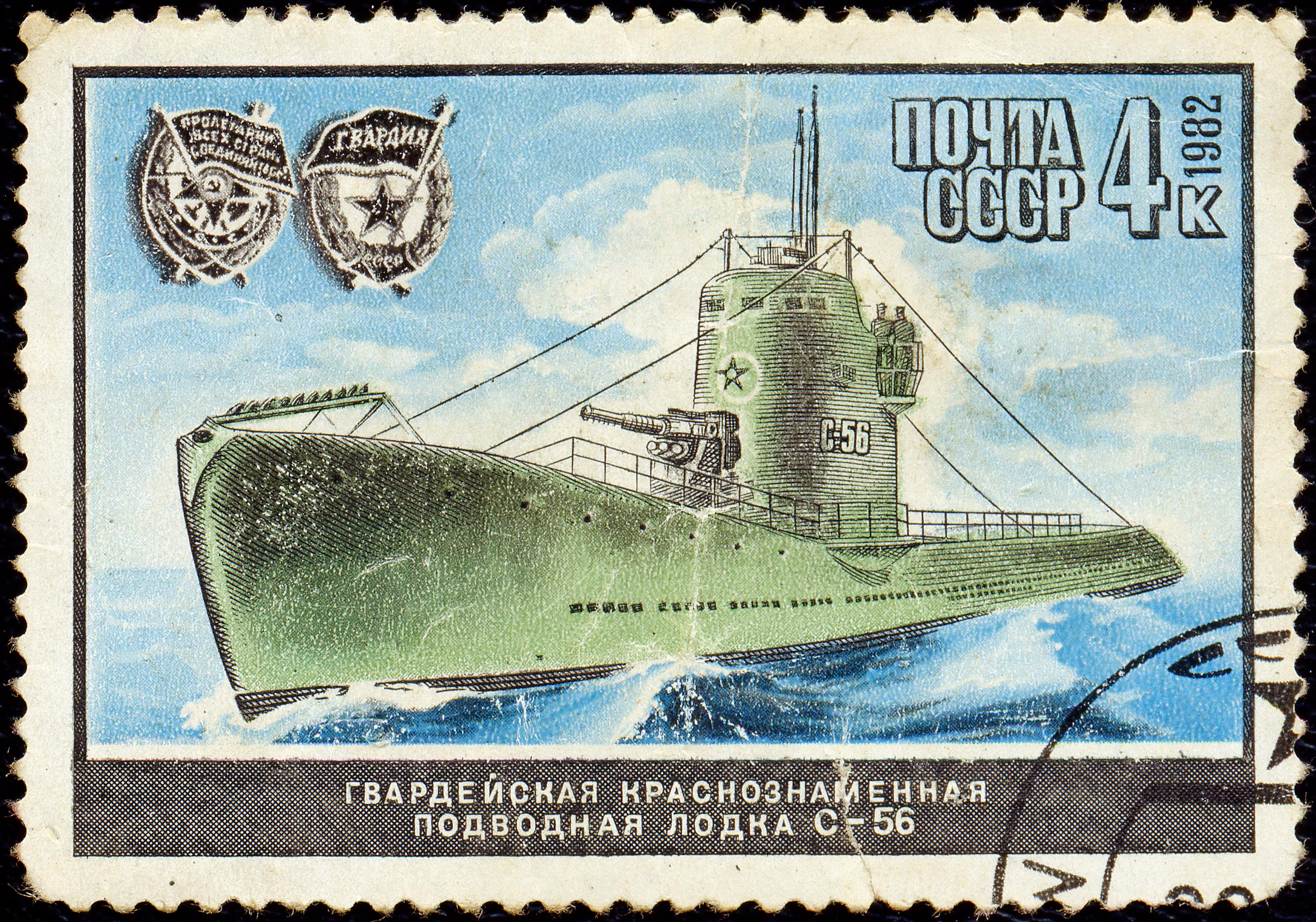
S-56 na radzieckim znaczku pocztowym

Ósmy patrol i losy do zakończenia II wojny światowej
Na ósmy, ostatni już wojenny patrol, Szczedrin wyprowadził swój okręt 16 września, ponownie w rejon przylądka Nordkinn. 24 września zaatakował czterotorpedową salwą wykryty nieduży konwój, ale płynące w nim jednostki zdążyły wykonać unik, a niemiecka eskorta przystąpiła do równie bezskutecznego kontrataku, zgłosiła jednak prawdopodobne uszkodzenie nieprzyjacielskiego okrętu podwodnego na podstawie zauważonych na powierzchni morza plam paliwa. To skłoniło niemieckie dowództwo do wysłania w rejon patrolowania S-56 dwóch trałowców: M-31 i M-251. 26 września Szczedrin zaobserwował je przez peryskop i dwukrotnie atakował, chybiając celu. Niemcy przystąpili do poszukiwania nieprzyjaciela, zrzucając w ciągu kilku kolejnych godzin 33 bomby głębinowe. Wieczorem tego dnia, po uchyleniu się od ataków, S-56 skierował się w drogę powrotną do bazy, którą osiągnął 27 września. Tam okręt trafił do stoczni na remont połączony z wymianą zużytych mechanizmów, który trwał do grudnia 1944 roku. Za wojenną służbę spotkały go wyróżnienia: 5 listopada 1944 roku Grigorijowi Szczedrinowi został nadany tytuł Bohatera Związku Radzieckiego, a 23 lutego 1945 roku S-56 uzyskał tytuł okrętu gwardyjskiego, jako jeden z dwóch okrętów swojego typu. S-56 nie powrócił już do służby przed zakończeniem II wojny światowej. 29 stycznia 1945 roku, w trakcie manewrów na wewnętrznej redzie bazy, zderzył się z bliźniaczym S-19, uszkadzając dziobowe stery głębokości, w wyniku czego powrócił do stoczni. 9 kwietnia 1945 roku, podczas prac przy baterii akumulatorów, poparzeniom uległ jeden z członków załogi.
Lata powojenne
Po zakończeniu wojny okręt przeszedł generalny remont połączony z modernizacją i do 1953 roku pozostawał w składzie Floty Północnej. Latem tego roku przepłynął Północną Drogą Morską do Władywostoku, zamykając w ten sposób wokółziemski krąg. Włączony ponownie 6 listopada 1953 roku do Floty Oceanu Spokojnego, służył w pierwszej linii do 14 marca 1955 roku. Następnie, po rozbrojeniu i dostosowaniu do nowej roli, pełnił funkcję pływającej stacji ładowania akumulatorów, pod oznaczeniem PZS-55 (ПЗС-55), a od 12 stycznia 1957 roku ZAS-8 (ЗАС-8). 20 kwietnia 1964 roku został przeklasyfikowany na jednostkę treningową dla ekip ratowniczych i otrzymał oznaczenie UTS-14 (УТС-14). W 1975 roku zapadła decyzja o zachowaniu byłego S-56 jako pomnika. Po niezbędnym remoncie został 9 maja 1975 roku, w 30. rocznicę zwycięstwa nad faszyzmem, ustawiony jako część pomnikowego kompleksu na Korabielnoj Nabierieżnoj we Władywostoku, w pobliżu siedziby sztabu Floty Oceanu Spokojnego. Jest obiektem filialnym Muzeum Floty Oceanu Spokojnego.